# Jan Monbaliu
Jan Frans Monbaliu (Dudzele, 9 januari 1856 - Damme 1937) was burgemeester van de Belgische gemeente Dudzele, van 1896 tot 1904.

## Oorsprong
De Monbalius (oorspronkelijk ook geschreven: Monbailly, Monballiu, Monbailliu) waren in de zestiende en zeventiende eeuw terug te vinden in Oostkamp, Ruddervoorde en Waardamme.
Franciscus Monbaliu (Oostkamp, 1691 - Dudzele, 1774) vestigde zich in Ruddervoorde. Tegen het einde van zijn leven kwam hij in Dudzele wonen, bij zijn zoon Alexius Monbaliu (Ruddervoorde, 1729 - Dudzele, 1805) die er zich had gevestigd, na zijn huwelijk met Cecilia Dullaert (Oostkerke, 1755 - Dudzele, 1829). De overstap van een landbouwer van de zandstreek ten zuiden van Brugge naar het poldergebied ten noorden was niet frequent. De twee zonen uit dit huwelijk, Johannes Jacobus (1774-1887) en Jacobus Johannes (1776-1859), trouwden allebei met dochters Malefason. Het oudste echtpaar had elf kinderen, het jongste veertien. Er stierf uiteraard een aantal onder hen tijdens de kinderjaren, maar niettemin was de familie Monbaliu sindsdien stevig ingeplant in Dudzele en trouwden de nakomelingen met zonen en dochters van personen die tot de notabelen van het dorp behoorden.
Johannes Franciscus Aloïsius Leopoldus, kortweg Jan Monbaliu, was een zoon van Joannes Jacobus Monbaliu (1811-1870) en van Rosalie Françoise Lippens (°1817). Hij was de kleinzoon van Johannes-Jacobus Monbaliu, de broer van de schepen Jacobus Johannes Monbaliu. Jan Monbaliu trouwde in Dudzele in 1886 met Rosalie Verheye en ze hadden een zoon, Eugène.

## Burgemeester
De gemeenteraad van Dudzele was na de verkiezingen van 17 november 1895 als volgt samengesteld: Pieter Debree, F. Claeys, K. Desmedt, K. Demuynck, K. Deschepper, Konstant Lefief, Jan Monbaliu, Desideer Plasschaert en Pieter Staelens. Op 27 december 1895 was het de nieuwkomer Jan Monbaliu die tot burgemeester werd benoemd, in opvolging van de dienstdoende Pieter Debree.
Twee jaar later bestond de gemeenteraad uit: burgemeester Jan Monbaliu, schepenen K. Desmidt en Jan Schramme, raadsleden K. Demuynck, Konstant Deschepper, D. Plasschaert, Pieter Staelens en Karel Notterdam.
Monbaliu bleef burgemeester tot in 1904 en werd toen opgevolgd door Leopold Lannoye.